# Maler des Vatikan-Reiters
Maler des Vatikan-Reiters (alternativ Maler des Reiters vom Vatikan; englisch Painter of the Vatican Horseman) ist der Notname eines griechischen Vasenmalers, der gegen Ende des 6. Jahrhunderts v. Chr. in Athen tätig war.
Der Maler des Vatikan-Reiters, der etwa zur selben Zeit wie die sogenannte „Pioniergruppe“ des rotfigurigen Stils aktiv war, gehörte zu den frühesten rotfigurigen Schalenmalern. Wie auch andere Schalenmaler dieser Zeit testete der Maler des Vatikan-Reiters die Möglichkeiten der neuen Technik aufgrund der vergleichsweise kleineren Arbeitsfläche – des Inneren sowie der beiden Außenseiten der Schalen – noch nicht in derselben Tiefe aus, wie es die Vertreter der Pioniergruppe auf größeren Vasen schon taten, dennoch trugen auch die Schalenmaler ihren Teil zum Erfolg des neuen Stils bei.
John D. Beazley hat die Handschrift des Vasenmalers innerhalb des zehntausende Teile umfassenden Bestandes bekannter attisch-rotfiguriger Vasen und Fragmente erkannt und seine Werke grundlegend zusammengestellt. Beazley hat dem Maler nur wenige Werke, insgesamt zwei sowie drei weitere diesen nahe stehende, zugeschrieben. Der Maler des Vatikan-Reiters verzierte zwei chronologisch besonders frühe Augenschales der seltenen Form der Abnormal Eye-Cups. Seinen Notnamen erhielt er nach einer Schale im Museo Gregoriano Etrusco der Vatikanischen Museen, die auf der A-Seite einen Reiter zeigt. Die zweite Schale besteht aus mehreren Fragmenten, die ursprünglich auf vier Museen verteilt waren und heute dem Museo Nazionale Etrusco di Villa Giulia gehören. Eine Schale aus dem Umfeld des Malers wurde auf den Außenseiten in ungewöhnlicher Form mit Umrisszeichnungen (semi-outline) sowie mit schwarzfigurigen Pflanzenornamenten (floral black) gestaltet. Eine zweite Schale, die ins Umfeld des Malers gesetzt wurde, besteht aus rotfigurig bemalten Fragmenten einer üblicherweise schwarzfigurig verzierten Bandschale. Die dritte Schale aus dem nahen Umfeld ist bilingual, also außen rotfigurig, das Tondo (Innen) schwarzfigurig, gestaltet.
Werkliste
Die ersten zwei Schalen wurden dem Maler des Vatikan-Reiters zugewiesen, die drei weiteren in die stilistische Nähe (near the Painter of the Vatican Horseman):
1. Fragmente einer Augenschale Typ Abnormal Eye-Cup; Museo Gregoriano Etrusco, Vatikanische Museen, Vatikan, ohne Inventarnummer; Motiv Außen A und B: jeweils ein Reiter zwischen Augen[1]
2. Fragmente einer Augenschale Typ Abnormal Eye-Cup; Museo Nazionale Etrusco di Villa Giulia, Rom, ohne Inventarnummer; Motiv Außen A und B: jeweils ein sitzender Dionysos zwischen Augen[2]
  1. Fragment ehemals Archäologisches Nationalmuseum, Florenz, Inventarnummer 12B100[3]
  2. Fragment ehemals Museo Gregoriano Etrusco, Vatikanische Museen, Vatikan, Inventarnummer AST247[4]
  3. Fragment ehemals Cabinet des Médailles, Paris, ohne Inventarnummer (ehemals Sammlung Fröhner)
  4. Fragment (ehemals ?) Sammlung Astarita, Neapel, Inventarnummer 247[5]
3. aus Fragmenten ergänzte Schale; Antikensammlung Schloss Adolphseck, Eichenzell, Inventarnummer 29; Motiv Außen A: sitzender Dionysos und eine Mänade, Außen B: einen Efeuzweig haltender Reiter und eine Frau, Motiv Innen: Gorgoneion[6]
4. Fragment einer Schale; British Museum, London, Inventarnummer E 134.2; gefunden in Naukratis; Motiv Lippe: gelagerter Jüngling beim Symposion[7]
5. Fragment einer Augenschale Typ A; Tampa Museum of Art, Tampa, Inventarnummer 86.49 (=1986.049A-C; ehemals Sammlung Noble in Maplewood, davor in einer New Yorker Privatsammlung); Motiv Außen A und B: jeweils ein sitzender Dionysos und ein Satyr[8]